# Богданов Володимир Леонідович
Володимир Леонідович Богданов — радянський і російський інженер, організатор виробництва, підприємець, генеральний директор і співвласник ВАТ «Сургутнафтогаз».
Герой Праці Російської Федерації (2016). Заслужений працівник нафтової і газової промисловості Російської Федерації (1993). Лауреат Державної премії Російської Федерації (2017).
У серпні 2018 року Богданов зайняв 6-е місце в рейтингу найвпливовіших росіян за версією журналу Forbes.

## Біографія
- У 1973 році закінчив Тюменський індустріальний інститут за фахом гірничий інженер з буріння нафтових і газових свердловин. У 1990 році закінчив Академію народного господарства при Раді Міністрів СРСР. Дійсний член Академії гірничих наук і Академії природничих наук.

- У 1973—1976 роках обіймав різні посади в Нижньовартовському управлінні бурових робіт № 1;

- У 1976—1978 роках обіймав різні посади в Сургутському управлінні бурових робіт № 2 об'єднання «Сургутнефтегаз»;

- У 1978—1980 роках — заступник начальника управління по бурінню, заступник генерального директора, начальник управління по бурінню виробничого об'єднання «Юганскнефтегаз» Главтюменнефтегаза Міністерства нафтової промисловості СРСР (Нефтеюганськ);

- У 1980 році — заступник генерального директора — начальник управління по бурінню ВО «Юганскнефтегаз» Главтюменнефтегаза Міністерства нафтової промисловості СРСР (Нефтеюганськ);

- У 1980—1981 роках — заступник генерального директора ВО «Сургутнафтогаз» Главтюменнефтегаза Міністерства нафтової промисловості СРСР (Сургут);

- У 1981—1983 роках — заступник генерального директора — начальник управління по бурінню ВО «Сургутнефтегаз»;

- У 1983—1984 роках — заступник начальника Головного Тюменського виробничого управління по нафтовій і газовій промисловості з буріння Міністерства нафтової промисловості СРСР (Тюмень);

- У 1984—1993 роках — генеральний директор ВО «Сургутнефтегаз»;

- З 1993 року по теперішній час — генеральний директор ВАТ «Сургутнафтогаз».

- В ході приватизації в 1994—1995 роках викупив державну частку у ВАТ «Сургутнафтогаз» і отримав контроль над компанією. Очолює раду директорів низки дочірніх підприємств ВАТ «Сургутнафтогаз».

- 6 квітня 2018 року був включений до санкційного спуску США в числі 17 посадовців та 7 бізнесменів з Росії[6][7].

## Статки
Володіючи особистими статками у розмірі $ 3,3 млрд, в 2011 році зайняв 32-е місце в списку 200 найбагатших бізнесменів Росії (за версією журналу Forbes). У 2017 році його статки впали до 1,9 млрд дол США (49 місце).
| Показник        | 2005 | 2006 | 2007 | 2008 | 2009 | 2010 | 2011 | 2012 | 2013 | 2014 | 2015 | 2016 | 2017 | 2018 | 2019 | 2020 |
| Статки ($ млрд) | 2,3  | 4,4  | 3,5  | 2,9  | 1,9  | 2,4  | 3,3  | 2,9  | 3,2  | 2,6  | 2    | 1,7  | 1,9  | 1,8  | 1,6  | 1,3  |
| Місце (в Росії) | 17   | 20   | 28   | 40   | 21   | 31   | 32   | 34   | 32   | 39   | 44   | 44   | 49   | 55   | 58   | 64   |

## Санкції
З квітня 2018 року Богданов знаходиться в списку спеціально позначених громадян і заблокованих осіб США.
8 квітня 2022 року доданий до санкційного списку Євросоюзу.
14 квітня 2022 року до санкційного списку Швейцарії.
10 травня 2022 року до санкційного списку Японії.
19 жовтня 2022 року  до санкційного списку України.

## Сім'я
Дружина - Тамара Богданова
Донька - Олена Богданова

## Нагороди
- Герой Праці Російської Федерації (21 квітня 2016 року) — за особливі трудові заслуги перед державою і народом[17];
- Орден «За заслуги перед Вітчизною» II ступеня (28 травня 2006 року) — за великий внесок у розвиток паливно-енергетичного комплексу та багаторічну сумлінну працю[18];
- Орден «За заслуги перед Вітчизною» III ступеня (5 червня 2001) — за великий внесок у розвиток нафтової і газової промисловості та багаторічну сумлінну працю[19];
- Орден «За заслуги перед Вітчизною» IV ступеня (14 жовтня 1997) — за заслуги перед державою, багаторічну сумлінну працю та вагомий внесок у зміцнення дружби і співпраці між народами[20];
- Орден Пошани (5 грудня 2010 року) — за великий внесок у розвиток паливно-енергетичного комплексу та багаторічну сумлінну працю[21];
- Орден Трудового Червоного Прапора (1986 рік);
- Орден «Знак Пошани» (1981 рік);
- Медаль «За освоєння надр і розвиток нафтогазового комплексу Західного Сибіру» (1984 рік);
- Заслужений працівник нафтової і газової промисловості Російської Федерації (14 травня 1993) — за заслуги в галузі нафтової і газової промисловості та багаторічну сумлінну працю[22];
- Почесна грамота Президента Російської Федерації (22 травня 2011 року) — за заслуги в розвитку нафтогазового комплексу та багаторічну сумлінну працю;
- Подяка Президента Російської Федерації (30 травня 2012 року) — за досягнуті трудові успіхи і багаторічну сумлінну працю[23];
- Подяка Президента Російської Федерації (2 вересня 2007 року) — за заслуги в розвитку нафтогазовидобувного комплексу[24];
- Орден «Полярна Зірка» (Якутія, 23 вересня 2008 року);
- Орден Пошани (Білорусія 14 вересня 2001) — за великий особистий внесок у розвиток економічних зв'язків між Республікою Білорусь і Російською Федерацією[25];
- Почесний нафтовик;
- Почесний громадянин Сургута (1997), Сургутского району (1998), Ханти-Мансійського АО (1999);
- Лауреат національної премії бізнес-репутації «Дарін» Російської Академії бізнесу та підприємництва (2002, 2004 рр.);
- Лауреат національної премії «Росіянин року» (2007 рік).